# Liste der Nummer-eins-Hits in Griechenland (2022)
Diese Liste der Nummer-eins-Hits in Griechenland von 2022 basiert auf den offiziellen Top 75 Albums Sales Chart und der offiziellen Top 20 Airplay Chart der IFPI Griechenland. 
Nach Woche 30 pausierten die Albumcharts und wurden erst 4 Wochen später fortgesetzt. Offiziell zählen die in Woche 35 veröffentlichten Charts für die Wochen 31 bis 35.

## Singles
| ← 2021 ← | Liste der Nummer-eins-Hits in Griechenland (Airplay) | Liste der Nummer-eins-Hits in Griechenland (Airplay)         | Liste der Nummer-eins-Hits in Griechenland (Airplay)                                          | 2023 →                    |
| \| Zeitraum \| Wo. ges. \| Interpret \| Titel Autor(en) \| Zusätzliche Informationen \| \| (Zeitraum, Wochen auf Platz eins, Interpret, Titel, Autor[en], zusätzliche Informationen) \| \| \| \| \| \| ----------------------------------------------------------------------------------------- \| -------- \| ------------------------------------------------------------ \| --------------------------------------------------------------------------------------------- \| ------------------------- \| \| 1.–3. Woche 3 Wochen \| 3 \| Ed Sheeran \| Bad Habits Edward Christopher Sheeran, Johnny McDaid, Frederick John Philip Gibson \| – \| \| 4. Woche 1 Woche (insgesamt 4) \| 4 \| Νίκος Οικονομόπουλος / Nikos Oikonomopoulos \| Από έρωτα … / Apo erota … Eleni Giannatsoulia, Giorgos Sabanis \| – \| \| 5. Woche 1 Woche \| 1 \| Γιώργος Μαζωνάκης / Giorgos Mazonakis \| Αν μ' ακούς / An m’ akous Eleni Giannatsoulia, Ilias Kampakakis \| – \| \| 6.–8. Woche 3 Wochen (insgesamt 4) \| 4 \| Νίκος Οικονομόπουλος / Nikos Oikonomopoulos \| Από έρωτα … / Apo erota … Eleni Giannatsoulia, Giorgos Sabanis \| – \| \| 9.–11. Woche 3 Wochen \| 3 \| Κωνσταντίνος Αργυρός / Konstantinos Argyros \| Τίποτα έσύ / Tipota esi Eleana Evangelia Vrahali, Giorgos Theofanous \| – \| \| 12.–19. Woche 8 Wochen \| 8 \| Γιώργος Σαμπάνης / Giorgos Sabanis \| Άσε Με Να Σε Προσέχω / Ase me na se prosecho Giorgos Sabanis, Vasilis Giannopoulos \| – \| \| 20. Woche 1 Woche \| 1 \| Μιχάλης Χατζηγιάννης & Τάμτα / Michalis Hatzigiannis & Tamta \| Εκδρομή (2022) / Ekdromi (2022) Eleana Vrahali, Michalis Hatzigiannis \| – \| \| 21.–25. Woche 5 Wochen \| 5 \| Αναστασία / Anastasia \| Αμαρτίες / Amarties Daphne Lawrence, Giorgos Kalogerakos \| – \| \| 26.–27. Woche 2 Wochen \| 2 \| Harry Styles \| As It Was Harry Edward Styles, Thomas Edward Percy Hull, Tyler Sam Johnson \| – \| \| 28. Woche 1 Woche \| 1 \| Κωνσταντίνος Αργυρός / Konstantinos Argyros \| Ελεύθερος / Eléftheros Charis Savalanos, Konstantinos Argyros \| – \| \| 29. Woche 1 Woche (insgesamt 2) \| 2 \| Μελιsses / Melisses \| Για μένα βράδιασε / Gia mena vradiase Arcade, Christos Mastoras, Dimitris Kontopoulos \| – \| \| 30.–37. Woche 8 Wochen \| 8 \| Γιώργος Σαμπάνης / Giorgos Sabanis \| Γεννημένη / Gennimeni Eleni Giannatsoulia, Giorgos Sabanis \| – \| \| 38. Woche 1 Woche (insgesamt 2) \| 2 \| Μελιsses / Melisses \| Για μένα βράδιασε / Gia mena vradiase Arcade, Christos Mastoras, Dimitris Kontopoulos \| – \| \| 39.–50. Woche 12 Wochen \| 12 \| Κωνσταντίνος Αργυρός & Light / Konstantinos Argyros & Light \| Ηλιοβασίλεμα / Iliovasilema Konstantinos Argyros, Christos Ioannidis, Marios Psimopoulos, Oge \| – \| \| 51. Woche 1 Woche (insgesamt 3) \| 3 \| Νίκος Οικονομόπουλος / Nikos Oikonomopoulos \| Πρέπει Δεν πρέπει / Prepei den prepei Musik: Christos Santikai; Text: Grigoris Vaxavanelis \| – \| \| 52. Woche 2022 – 2. Woche 2023 3 Wochen \| 3 \| Γιώργος Σαμπάνης / Giorgos Sabanis \| Ποιος τυχερός / Poios ticheros Eleni Giannatsoulia, Giorgos Sabanis \| – \| |                                                      |                                                              |                                                                                               |                           |
| ← 2021 |                                                      |                                                              |                                                                                               | → 2023 →                  |
| Zeitraum | Wo. ges.                                             | Interpret                                                    | Titel Autor(en)                                                                               | Zusätzliche Informationen |
| (Zeitraum, Wochen auf Platz eins, Interpret, Titel, Autor[en], zusätzliche Informationen) |                                                      |                                                              |                                                                                               |                           |
| 1.–3. Woche 3 Wochen | 3                                                    | Ed Sheeran                                                   | Bad Habits Edward Christopher Sheeran, Johnny McDaid, Frederick John Philip Gibson            | –                         |
| 4. Woche 1 Woche (insgesamt 4) | 4                                                    | Νίκος Οικονομόπουλος / Nikos Oikonomopoulos                  | Από έρωτα … / Apo erota … Eleni Giannatsoulia, Giorgos Sabanis                                | –                         |
| 5. Woche 1 Woche | 1                                                    | Γιώργος Μαζωνάκης / Giorgos Mazonakis                        | Αν μ' ακούς / An m’ akous Eleni Giannatsoulia, Ilias Kampakakis                               | –                         |
| 6.–8. Woche 3 Wochen (insgesamt 4) | 4                                                    | Νίκος Οικονομόπουλος / Nikos Oikonomopoulos                  | Από έρωτα … / Apo erota … Eleni Giannatsoulia, Giorgos Sabanis                                | –                         |
| 9.–11. Woche 3 Wochen | 3                                                    | Κωνσταντίνος Αργυρός / Konstantinos Argyros                  | Τίποτα έσύ / Tipota esi Eleana Evangelia Vrahali, Giorgos Theofanous                          | –                         |
| 12.–19. Woche 8 Wochen | 8                                                    | Γιώργος Σαμπάνης / Giorgos Sabanis                           | Άσε Με Να Σε Προσέχω / Ase me na se prosecho Giorgos Sabanis, Vasilis Giannopoulos            | –                         |
| 20. Woche 1 Woche | 1                                                    | Μιχάλης Χατζηγιάννης & Τάμτα / Michalis Hatzigiannis & Tamta | Εκδρομή (2022) / Ekdromi (2022) Eleana Vrahali, Michalis Hatzigiannis                         | –                         |
| 21.–25. Woche 5 Wochen | 5                                                    | Αναστασία / Anastasia                                        | Αμαρτίες / Amarties Daphne Lawrence, Giorgos Kalogerakos                                      | –                         |
| 26.–27. Woche 2 Wochen | 2                                                    | Harry Styles                                                 | As It Was Harry Edward Styles, Thomas Edward Percy Hull, Tyler Sam Johnson                    | –                         |
| 28. Woche 1 Woche | 1                                                    | Κωνσταντίνος Αργυρός / Konstantinos Argyros                  | Ελεύθερος / Eléftheros Charis Savalanos, Konstantinos Argyros                                 | –                         |
| 29. Woche 1 Woche (insgesamt 2) | 2                                                    | Μελιsses / Melisses                                          | Για μένα βράδιασε / Gia mena vradiase Arcade, Christos Mastoras, Dimitris Kontopoulos         | –                         |
| 30.–37. Woche 8 Wochen | 8                                                    | Γιώργος Σαμπάνης / Giorgos Sabanis                           | Γεννημένη / Gennimeni Eleni Giannatsoulia, Giorgos Sabanis                                    | –                         |
| 38. Woche 1 Woche (insgesamt 2) | 2                                                    | Μελιsses / Melisses                                          | Για μένα βράδιασε / Gia mena vradiase Arcade, Christos Mastoras, Dimitris Kontopoulos         | –                         |
| 39.–50. Woche 12 Wochen | 12                                                   | Κωνσταντίνος Αργυρός & Light / Konstantinos Argyros & Light  | Ηλιοβασίλεμα / Iliovasilema Konstantinos Argyros, Christos Ioannidis, Marios Psimopoulos, Oge | –                         |
| 51. Woche 1 Woche (insgesamt 3) | 3                                                    | Νίκος Οικονομόπουλος / Nikos Oikonomopoulos                  | Πρέπει Δεν πρέπει / Prepei den prepei Musik: Christos Santikai; Text: Grigoris Vaxavanelis    | –                         |
| 52. Woche 2022 – 2. Woche 2023 3 Wochen | 3                                                    | Γιώργος Σαμπάνης / Giorgos Sabanis                           | Ποιος τυχερός / Poios ticheros Eleni Giannatsoulia, Giorgos Sabanis                           | –                         |

## Alben
| ← 2021 ← | Liste der Nummer-eins-Hits in Griechenland | Liste der Nummer-eins-Hits in Griechenland | Liste der Nummer-eins-Hits in Griechenland      | 2023 →                    |
| \| Zeitraum \| Wo. ges. \| Interpret \| Titel \| Zusätzliche Informationen \| \| (Zeitraum, Wochen auf Platz eins, Interpret, Titel, zusätzliche Informationen) \| \| \| \| \| \| ------------------------------------------------------------------------------ \| -------- \| ---------------------------------------- \| ----------------------------------------------- \| ------------------------- \| \| 1.–2. Woche 2 Wochen \| 2 \| The Beatles \| Abbey Road \| – \| \| 3. Woche 1 Woche \| 1 \| (Verschiedene Interpreten) \| Minos 2022 \| – \| \| 4. Woche 1 Woche \| 1 \| (Soundtrack) \| Guardians of the Galaxy \| – \| \| 5.–6. Woche 2 Wochen \| 2 \| Madrugada \| Chimes at Midnight \| – \| \| 7.–8. Woche 2 Wochen \| 2 \| The Cure \| Disintegration \| – \| \| 9. Woche 1 Woche \| 1 \| The Beatles \| 1962–1966 (Red Album) \| – \| \| 10. Woche 1 Woche (insgesamt 6) \| 6 \| Nirvana \| Nevermind \| – \| \| 11. Woche 1 Woche \| 1 \| Tame Impala \| Currents \| – \| \| 12. Woche 1 Woche (insgesamt 4) \| 4 \| Tom Petty & the Heartbreakers \| Greatest Hits \| – \| \| 13.–14. Woche 2 Wochen \| 2 \| Ελεονώρα Ζουγανέλη / Eleonora Zouganelli \| Τι να λέμε τώρα / Ti na leme tora \| – \| \| 15.–16. Woche 2 Wochen \| 2 \| Daft Punk \| Random Access Memories \| – \| \| 17.–19. Woche 3 Wochen (insgesamt 6) \| 6 \| Harry Styles \| Harry Styles \| – \| \| 20.–21. Woche 2 Wochen \| 2 \| Διάφανα Κρίνα / Diafana Krina \| Κάτι σαράβαλες καρδιές / Kati sarabales kardies \| – \| \| 22.–23. Woche 2 Wochen \| 2 \| Harry Styles \| Harry’s House \| – \| \| 24. Woche 1 Woche \| 1 \| Ariana Grande \| Sweetener \| – \| \| 25.–26. Woche 2 Wochen \| 2 \| BTS \| Proof \| – \| \| 27.–29. Woche 3 Wochen (insgesamt 6) \| 6 \| Harry Styles \| Harry Styles \| – \| \| 30. Woche 1 Woche \| 1 \| Πέτρος Ιακωβίδης / Petros Iakovidis \| Οδός Τσιμισκή / Odos Tsimiski \| – \| \| 31.–37. Woche 7 Wochen \| 7 \| Daft Punk \| Random Access Memories \| – \| \| 38.–39. Woche 2 Wochen \| 2 \| System of a Down \| Toxicity \| – \| \| 40.–42. Woche 3 Wochen (insgesamt 6) \| 6 \| Nirvana \| Nevermind \| – \| \| 43. Woche 1 Woche \| 1 \| Taylor Swift \| Lover \| – \| \| 44. Woche 1 Woche \| 1 \| Slipknot \| The End for Now \| – \| \| 45.–47. Woche 3 Wochen \| 3 \| Tyler, the Creator \| Flower Boy \| – \| \| 48.–49. Woche 2 Wochen (insgesamt 6) \| 6 \| Taylor Swift \| Midnights \| – \| \| 50. Woche 1 Woche \| 1 \| Taylor Swift \| Fearless \| – \| \| 51.–52. Woche 2 Wochen \| 2 \| Michael Jackson \| Thriller (25th Anniversary Edition) \| – \| |                                            |                                            |                                                 |                           |
| ← 2021 |                                            |                                            |                                                 | → 2023 →                  |
| Zeitraum | Wo. ges.                                   | Interpret                                  | Titel                                           | Zusätzliche Informationen |
| (Zeitraum, Wochen auf Platz eins, Interpret, Titel, zusätzliche Informationen) |                                            |                                            |                                                 |                           |
| 1.–2. Woche 2 Wochen | 2                                          | The Beatles                                | Abbey Road                                      | –                         |
| 3. Woche 1 Woche | 1                                          | (Verschiedene Interpreten)                 | Minos 2022                                      | –                         |
| 4. Woche 1 Woche | 1                                          | (Soundtrack)                               | Guardians of the Galaxy                         | –                         |
| 5.–6. Woche 2 Wochen | 2                                          | Madrugada                                  | Chimes at Midnight                              | –                         |
| 7.–8. Woche 2 Wochen | 2                                          | The Cure                                   | Disintegration                                  | –                         |
| 9. Woche 1 Woche | 1                                          | The Beatles                                | 1962–1966 (Red Album)                           | –                         |
| 10. Woche 1 Woche (insgesamt 6) | 6                                          | Nirvana                                    | Nevermind                                       | –                         |
| 11. Woche 1 Woche | 1                                          | Tame Impala                                | Currents                                        | –                         |
| 12. Woche 1 Woche (insgesamt 4) | 4                                          | Tom Petty & the Heartbreakers              | Greatest Hits                                   | –                         |
| 13.–14. Woche 2 Wochen | 2                                          | Ελεονώρα Ζουγανέλη / Eleonora Zouganelli   | Τι να λέμε τώρα / Ti na leme tora               | –                         |
| 15.–16. Woche 2 Wochen | 2                                          | Daft Punk                                  | Random Access Memories                          | –                         |
| 17.–19. Woche 3 Wochen (insgesamt 6) | 6                                          | Harry Styles                               | Harry Styles                                    | –                         |
| 20.–21. Woche 2 Wochen | 2                                          | Διάφανα Κρίνα / Diafana Krina              | Κάτι σαράβαλες καρδιές / Kati sarabales kardies | –                         |
| 22.–23. Woche 2 Wochen | 2                                          | Harry Styles                               | Harry’s House                                   | –                         |
| 24. Woche 1 Woche | 1                                          | Ariana Grande                              | Sweetener                                       | –                         |
| 25.–26. Woche 2 Wochen | 2                                          | BTS                                        | Proof                                           | –                         |
| 27.–29. Woche 3 Wochen (insgesamt 6) | 6                                          | Harry Styles                               | Harry Styles                                    | –                         |
| 30. Woche 1 Woche | 1                                          | Πέτρος Ιακωβίδης / Petros Iakovidis        | Οδός Τσιμισκή / Odos Tsimiski                   | –                         |
| 31.–37. Woche 7 Wochen | 7                                          | Daft Punk                                  | Random Access Memories                          | –                         |
| 38.–39. Woche 2 Wochen | 2                                          | System of a Down                           | Toxicity                                        | –                         |
| 40.–42. Woche 3 Wochen (insgesamt 6) | 6                                          | Nirvana                                    | Nevermind                                       | –                         |
| 43. Woche 1 Woche | 1                                          | Taylor Swift                               | Lover                                           | –                         |
| 44. Woche 1 Woche | 1                                          | Slipknot                                   | The End for Now                                 | –                         |
| 45.–47. Woche 3 Wochen | 3                                          | Tyler, the Creator                         | Flower Boy                                      | –                         |
| 48.–49. Woche 2 Wochen (insgesamt 6) | 6                                          | Taylor Swift                               | Midnights                                       | –                         |
| 50. Woche 1 Woche | 1                                          | Taylor Swift                               | Fearless                                        | –                         |
| 51.–52. Woche 2 Wochen | 2                                          | Michael Jackson                            | Thriller (25th Anniversary Edition)             | –                         |